# Не бійся, не віддам!
«Не бійся, не віддам!» («Dunduriņš») — радянський художній фільм 1974 року, знятий режисером Болеславсом Ружсом на Ризькій кіностудії.

## Сюжет
Маленький Зигіс живе з батьками у великому селі. Того дня він особливо чекав на повернення батьків із міста: у його матері був день народження, і Зігіс приготував їй подарунок. Але свята не вийшло — батьки хлопчика загинули в автокатастрофі, живим залишився Армін, друг сім'ї. Цей випадок змусив Арміна замислитись над своїм життям. Все у нього складалося не так: освіту не здобув, став п'яницею. Бажання змінити своє життя, спокутувати вину перед хлопчиком, виявляється настільки сильним, що Армін залишається з дитиною.

## У ролях
- Гіртс Яковлєвс — Армін Дексніс
- Улдіс Вітолс — Зігіс
- Ліга Лієпіня — Марута
- Ліліта Озоліня — Дезія
- Еліта Крастиня — Тереза
- Дзідра Рітенберга — Елза Мікулане
- Освалдс Берзіньш — Казимир Мікулан
- Германіс Ваздікс — Віліс Мікулан
- Луція Баумані — бабуся Вайваров
- Яніс Лусенс — Адам
- Андріс Берзіньш — епізод
- Інтс Буранс — епізод
- Лідія Пупуре — епізод
- Еріка Ферда — епізод
- Мара Земдега — епізод
- Вайроніс Яканс — епізод
- Едгар Гіргенсонс — епізод
- Мартіньш Вердіньш — епізод
- Харальд Топсіс — епізод
- Ілга Званова — епізод
- Карп Клетнієкс — епізод
- Улдіс Ваздікс — Віліс
- Алфонс Калпакс — епізод
- Івар Калниньш — епізод
- Каспарс Пуце — епізод
- Айварс Лініс — епізод
- В. Апалка — епізод
- Раймондс Аукапс — епізод
- І. Вула — епізод
- Аніта Грубе — епізод
- Мара Звайгзне — епізод
- Б. Зукушайте — епізод
- Я. Калнінь — епізод
- Юріс Калніньш — епізод
- В. Лазо — епізод
- Аквеліна Лівмане — епізод
- Мірдза Мартінсоне — епізод
- Майя Егліте — епізод
- Любов Малиновська — епізод

## Знімальна група
- Режисер — Болеславс Ружс
- Сценарист — Аустра Зіле
- Оператор — Зігурд Дудіньш
- Композитор — Петеріс Плакідіс
- Художник — Гунар Земгалс